# Porcaro
 Porcaro  (también así en bretón) es una población y comuna francesa, situada en la región de Bretaña, departamento de Morbihan, en el distrito de Vannes y cantón de Guer.

## Demografía
| 597 | 581 | 538 | 580 | 565 | 510 |
| Para los censos de 1962 a 1999 la población legal corresponde a la población sin duplicidades (Fuente: INSEE [Consultar]) |     |     |     |     |     |